# Zhuang Zedong

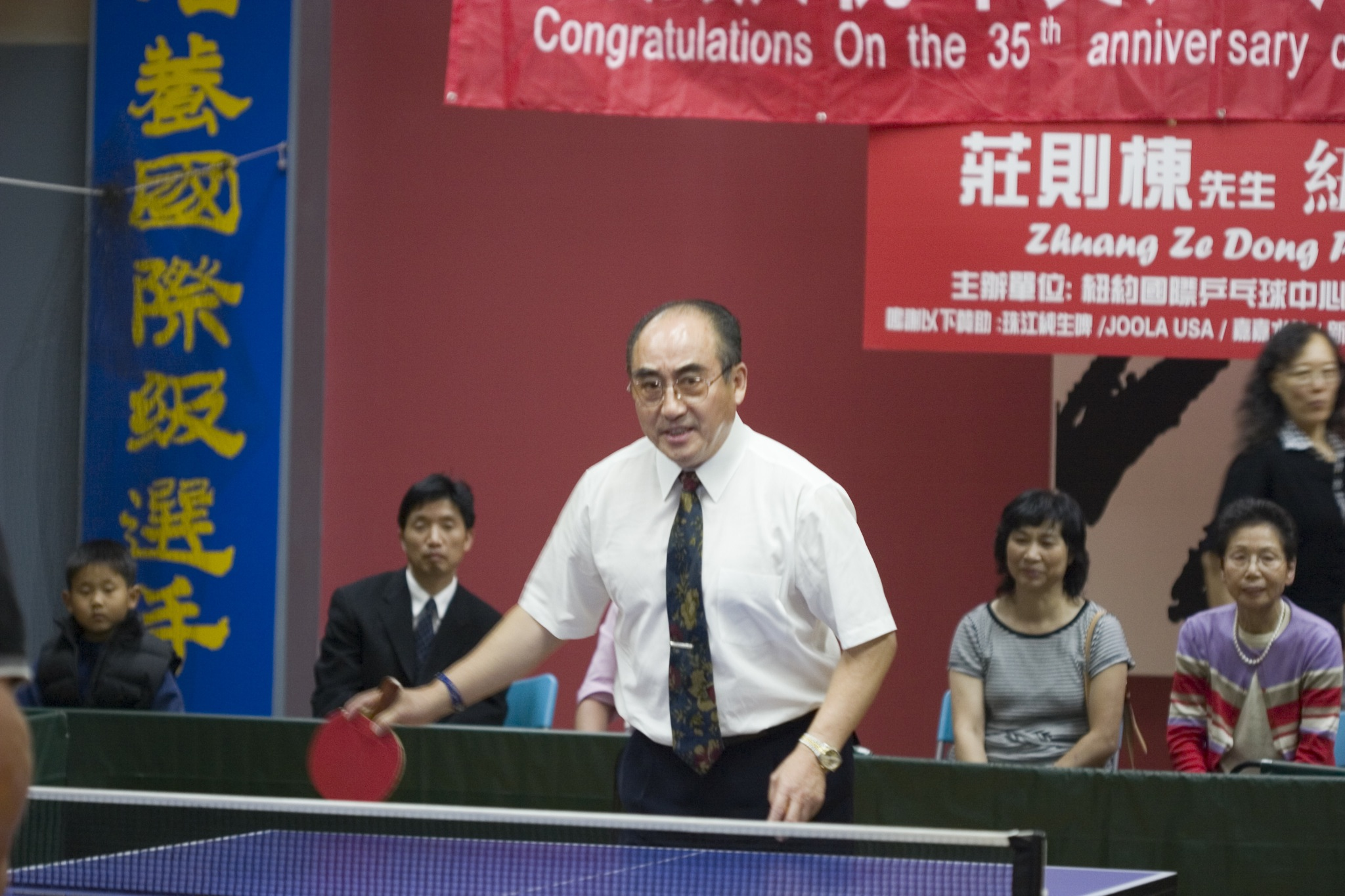
Zhuang Zedong, 2007 (Bild: Tom Nguyen)

Zhuang Zedong (chinesisch 庄則棟 / 庄则栋, Pinyin Zhuāng Zédòng, W.-G. Chuang Tse-Tung; * 25. August 1940 in Yangzhou, Provinz Jiangsu; † 10. Februar 2013 in Peking) war ein chinesischer Tischtennisspieler und achtfacher Weltmeister.

## Karriere als Tischtennisspieler
Der Sohn eines Arztes trat 1955, mit 14 Jahren, dem Pekinger „Kulturpalast für Kinder“ bei, wo auch Tischtennis gelehrt wurde. Ein Jahr später gewann er ein Jugendturnier, 1957 wurde er chinesischer Meister im Mixed. 1958 wurde er erstmals in die Nationalmannschaft berufen, die gegen Ungarn antrat. Dabei überzeugte er durch seinen Sieg über den ungarischen Meister und Vizeeuropameister Elemér Gyetvai.
Zhuang Zedong gewann von 1964 bis 1966 dreimal hintereinander die nationale chinesische Meisterschaft im Einzel. 1966 holte er auch mit Li Chuang-kuang den Titel im Doppel.
Von 1961 bis 1971 nahm Zhuang Zedong an vier Weltmeisterschaften teil. Dreimal in Folge wurde er Weltmeister im Einzel, nämlich 1961, 1963 und 1965. 1965 siegte er zudem im Doppel mit Xu Yinsheng. Silber im Doppel holte er 1963 (mit Xu Yinsheng) und 1971 (mit Liang Geliang). Bei allen vier Weltmeisterschaften – 1961, 1963, 1965 und 1971 – wurde er mit China Mannschaftsweltmeister.

## Spielweise
Zhuang Zedong spielte im chinesischen Penholder-Stil mit Noppen-außen-Belag. Er spielte das „klassische“ chinesische Tischtennis-Spiel der 1960er-Jahre – ein schnelles Block- und Konterspiel dicht am Tisch stehend.

## Ende der Laufbahn
Von 1974 bis 1976 war Zhuang Zedong Sportminister von China. Bei der WM 1971 freundete er sich mit dem amerikanischen Spieler Glenn Cowan an und legte so die Grundlage für die Ping-Pong-Diplomatie, die diplomatische Kontakte zwischen amerikanischen und chinesischen Politikern einleitete.
Nach dem Ende der Kulturrevolution wurde er der politischen Nähe zur Viererbande beschuldigt. Deshalb wurde er 1976 verhaftet und vier Jahre lang im Gefängnis eingesperrt. Meldungen sprachen von einem Selbstmordversuch.
Seit 1984 arbeitete Zhuang Zedong als Trainer in Peking.

## Privat
Zhuang Zedong war seit 1987 mit der Japanerin Atsuko Sasaki (佐々木 敦子) verheiratet. Er starb an den Folgen einer 2008 diagnostizierten Krebserkrankung in einem Pekinger Krankenhaus.

## Turnierergebnisse
Quelle
| Verband | Veranstaltung     | Jahr | Ort       | Land | Einzel    | Doppel     | Mixed         | Team |
| ------- | ----------------- | ---- | --------- | ---- | --------- | ---------- | ------------- | ---- |
| CHN     | Weltmeisterschaft | 1971 | Nagoya    | JPN  | letzte 64 | Silber     | letzte 64     | 1    |
| CHN     | Weltmeisterschaft | 1965 | Ljubljana | YUG  | Gold      | Gold       | Halbfinale    | 1    |
| CHN     | Weltmeisterschaft | 1963 | Prag      | TCH  | Gold      | Silber     | Halbfinale    | 1    |
| CHN     | Weltmeisterschaft | 1961 | Peking    | CHN  | Gold      | Halbfinale | Viertelfinale | 1    |